# Quittenbrot

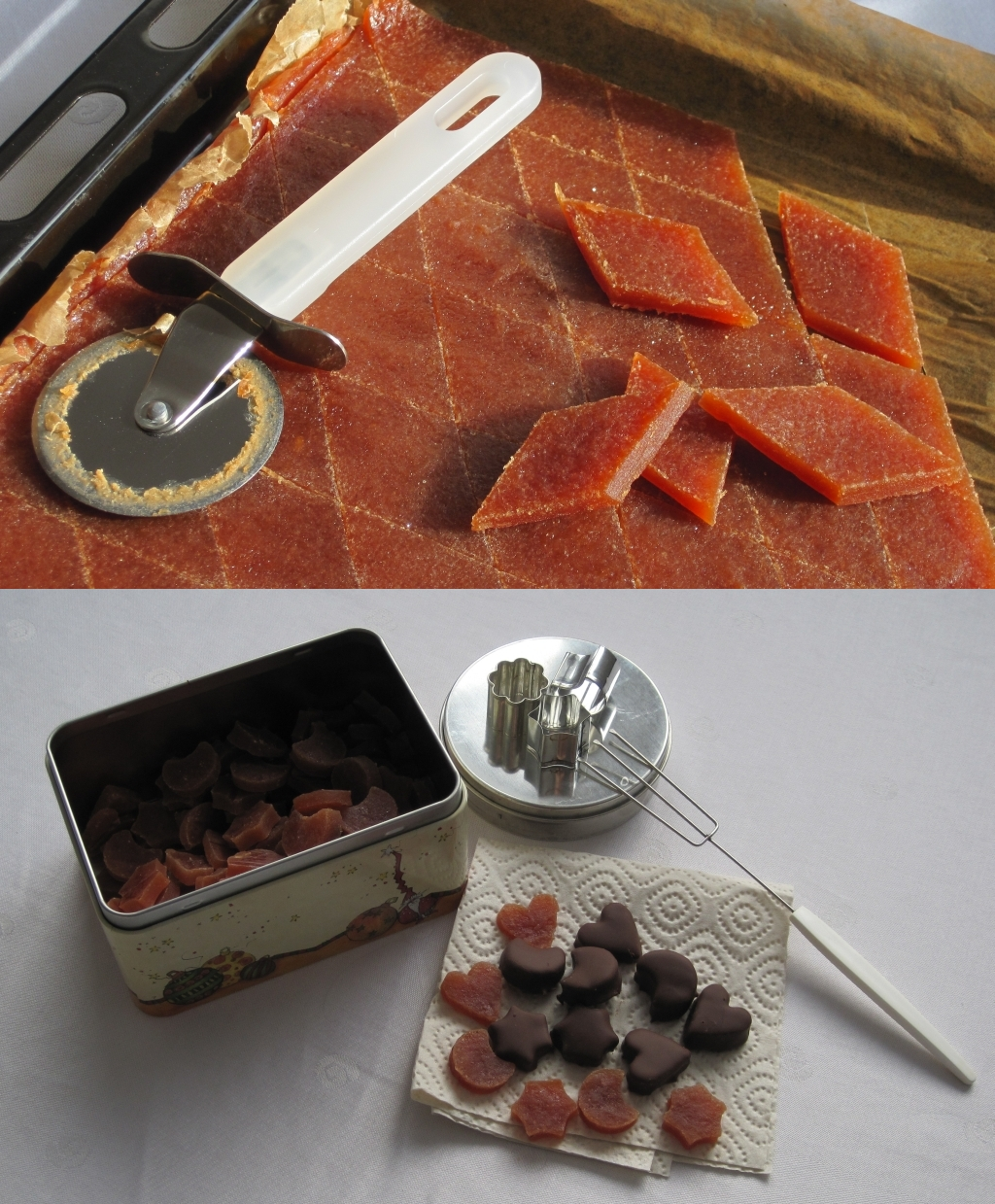
Selbstgemachtes Quittenbrot, klassisch in Rautenform oder aber mit Ausstechform ausgestochen und mit Schokolade überzogen.

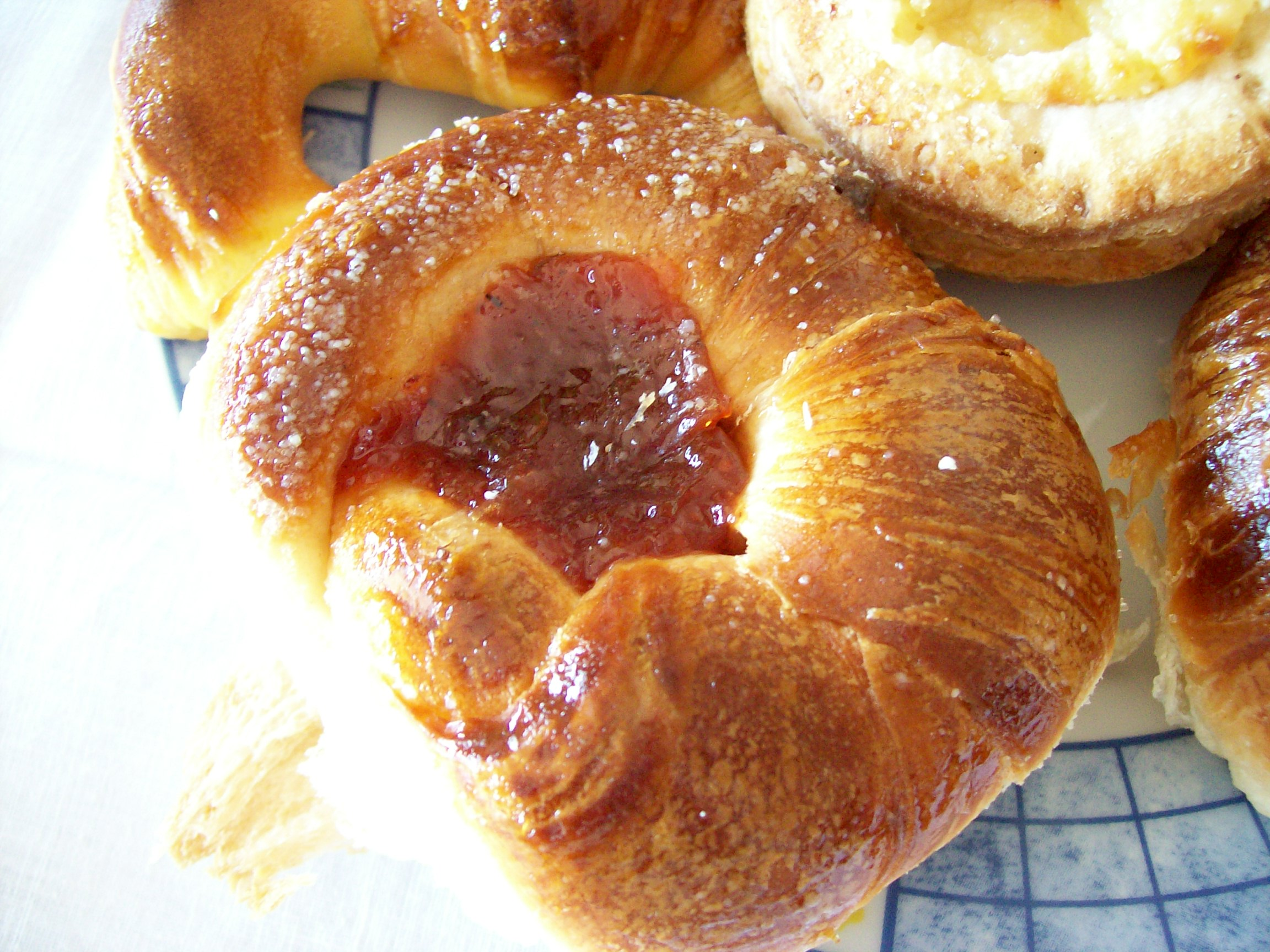
Argentinische Facturas mit dulce de membrillo

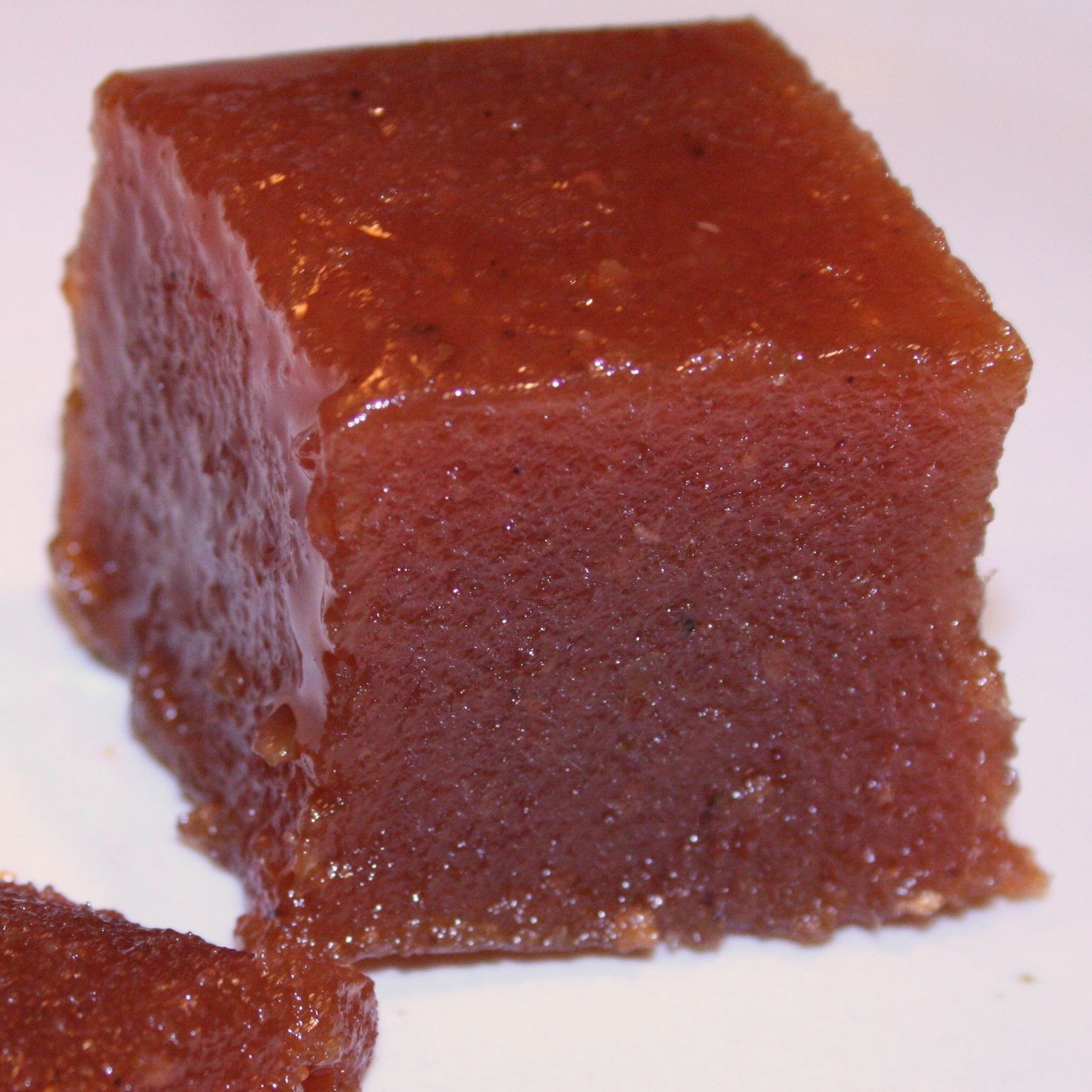
Dulce de membrillo

Quittenbrot (auch Quittenkäse, Quittenpaste, Quittenpästli, Quittenspeck), auf Spanisch Dulce de membrillo oder carne de membrillo, auf Katalanisch codonyat, auf Portugiesisch marmelada (von marmelo, Quitte), ist ein aus Quitten hergestelltes Dessert.
Quittenbrot ist ein mit Zucker oder Honig eingekochtes Quittenmus, das nach dem Erkalten fest wird. Es entsteht auch als Kuppelprodukt bei der Herstellung von Quittengelee, ist süß-aromatisch und leicht säuerlich und ähnelt in Konsistenz, Geschmack und Verwendung der brasilianischen Goiabada, die aus Guaven hergestellt wird.
Im spanischsprachigen Raum wird Dulce de membrillo in Form von Vierecken oder Ziegeln oder in dünne Streifen geschnitten verkauft und pur oder als einfacher Brotbelag – teilweise mit Käse – auf Toastbrot oder Sandwiches gegessen. In Spanien serviert man es zum Frühstück häufig mit Manchego-Käse. Quittenbrot war früher ein fester Bestandteil der spanischen und portugiesischen Adventszeit.